# Carbajo
Carbajo es un municipio y localidad de España, en la provincia de Cáceres, comunidad autónoma de Extremadura. Situado en la falda de la montaña de la sierra de Carbajo, es un pequeño pueblo de la zona más occidental de la provincia, perteneciente a la comarca de Valencia de Alcántara e integrado en la Mancomunidad Integral Sierra de San Pedro.
Tiene un área de 28,05 km² y una población de 208 habitantes, según los datos a 1 de enero de 2018. Su densidad es de 7.42 hab/km².

## Símbolos
El escudo de Carbajo fue aprobado mediante la "Orden de 23 de febrero de 1996, por la que se aprueba el Escudo Heráldico, para el Ayuntamiento de Carbajo", publicado en el Diario Oficial de Extremadura el 5 de marzo de 1996 luego de haber aprobado el expediente el pleno del ayuntamiento el 14 de julio y el 21 de diciembre de 1995 y haber emitido informes el Consejo Asesor de Honores y Distinciones de la Junta de Extremadura el 17 de octubre de 1995 y 16 de febrero de 1996. El escudo se define oficialmente así:

Escudo partido y entado en punta. Primero, de sinople, roble arrancado de plata. Segundo, de plata Cruz de Alcántara de sinople. En punta, ondas de azur y plata. Al timbre Corona Real cerrada.

## Geografía

### Límites del término municipal
Carbajo limita con:
- Santiago de Alcántara al oeste y Suroeste.
- Membrío al Este y Sureste.
- El municipio portugués de Idanha-a-Nova al Norte.

### Clima
El clima es de tipo mediterráneo seco. La temperatura media anual es de 17,1 °C. Los inviernos suelen ser suaves, con una temperatura media de 9,4 °C, alcanzando las mínimas absolutas valores de hasta -2,0º. El verano es seco y caluroso con una temperatura media estacional de 26,2º y unas máximas absolutas que alcanzan los 43,3º. La precipitación media anual es de 585,0 mm. La estación más lluviosa es el invierno (233,9 mm.) y la más seca el verano (41,0 mm.).

## Historia
En 1594 formaba parte de la Tierra de Alcántara en la Provincia de Trujillo.
A la caída del Antiguo Régimen la localidad se constituye en municipio constitucional en la región de Extremadura, desde 1834  quedó integrado en el Partido Judicial de Valencia de Alcántara. En el censo de 1842 contaba con 80 hogares y 438 vecinos.

## Demografía
Carbajo cuenta con una población de 177 habitantes (INE 2024).
| Gráfica de evolución demográfica de Carbajo entre 1842 y 2021                                                       |
| |
| Población de derecho según los censos de población del INE Población de hecho según los censos de población del INE |

## Monumentos
Iglesia parroquial católica bajo la advocación de El Salvador, perteneciente a la diócesis de Coria y realizada en el siglo XVIII.

## Cultura

### Fiestas locales
En Carbajo se celebran las siguientes fiestas locales:
- Santa Marina, el Lunes de Pascua;
- Fiesta del emigrante, el primer fin de semana de agosto;
- Magusto, el 1 de noviembre
- La hoguera, el 24 de diciembre.